# Rembang (huyện)

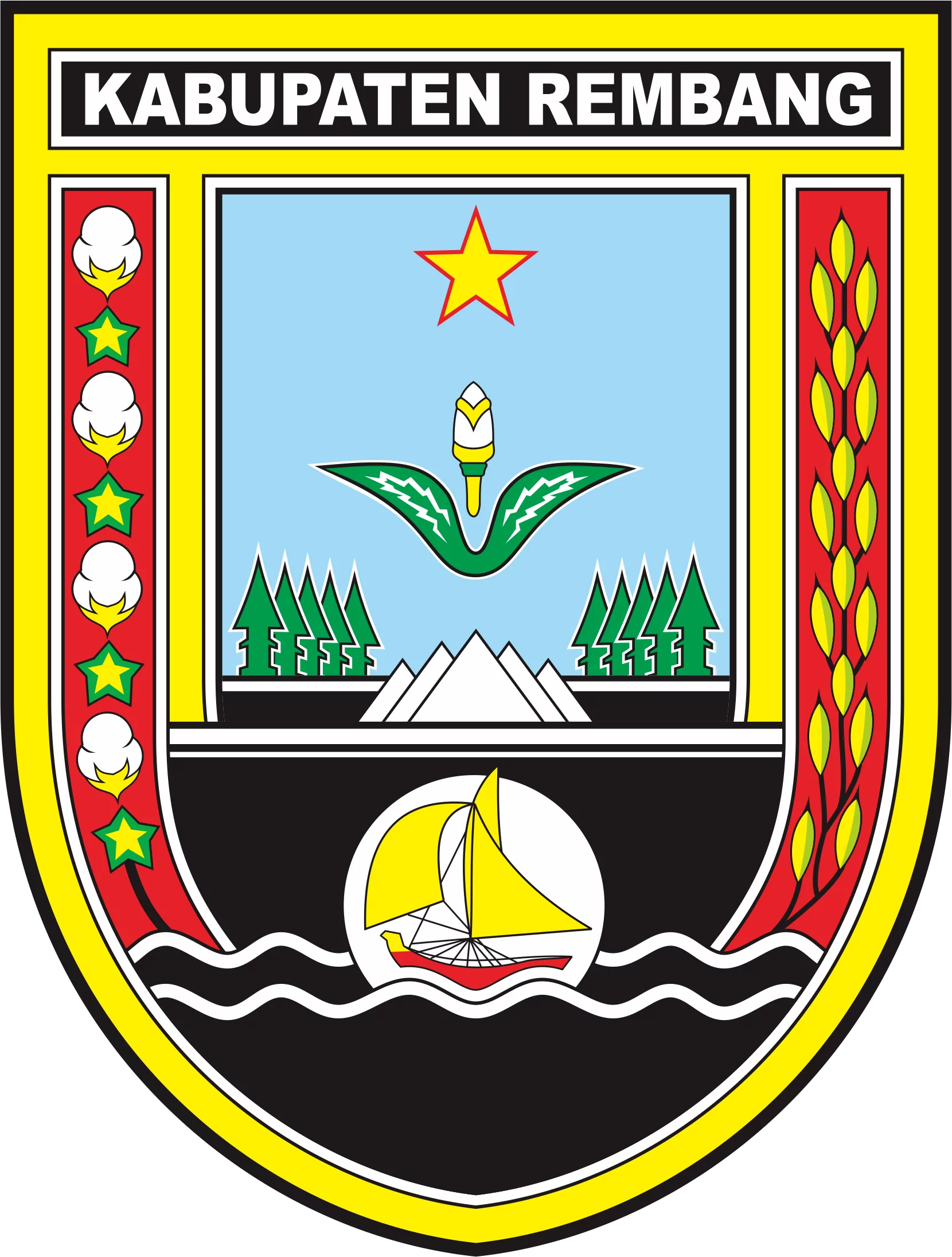
Rembang

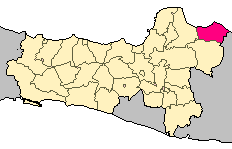
Vị trí tại Trung Java

Rembang là một huyện (tiếng Indonesia: kabupaten) ở phía đông bắc của tỉnh Trung Java tại Indonesia. Huyện lị là Rembang. Huyện có tuyến đường chính liên tỉnh Bờ biển phía Bắc đi qua. Rembang có địa hình thấp, độ cao tối đa chỉ là 70 m so với mực nước biển. Huỵen có diện tích 1.014,10 km², dân số năm 2003 là 577.000 người, mật độ đạt 568,98 người/km²
Rembang giáp với:
- Bắc: Biển Java
- Đông: Huyện Tuban (Đông Java)
- Nam: Huyện Blora
- Tây: Huyện Pati

Huyện Rembang được chia thành các phó huyện/xã: Bulu, Gunem, Kaliori, Kragan, Lasem, Pamotan, Pancur, Rembang, Sale, Sarang, Sedan, Sluke, Sulang, Sumber.